# 索馬利蘭國
索馬利蘭國（英語：State of Somaliland）是原本英国統治73年的殖民地索馬利蘭保護國獨立後，在1960年6月26日—7月1日短暫存在的国家，首都哈尔格萨，之後和義屬索馬利蘭合併為索马里共和国。雖然只存在短短五天，但是卻得到了中华人民共和国、以色列、埃及、苏联、埃塞俄比亚、法国、加纳、利比亚等35國的承認。
1991年原地又重新獨立為索馬利蘭共和國，但是兩者沒有直接承继關係。

## 外部連結
- http://www.worldstatesmen.org/Somalia.html#Somaliland （页面存档备份，存于）